# Wollie sapiens
Wollie sapiens (Engels: The Other Human Race) is een sciencefictionroman uit 1964 van de Amerikaanse schrijver H. Beam Piper. De roman werd in 1964 uitgebracht door Avon Books onder de titel The Other Human Race en in 1976 heruitgegeven door Ace Books onder de titel Fuzzy Sapiens.

## Verhaal
Jack Holloway leeft eenzaam in de wildernis van de planeet Zarathustra die eigendom is van de Chartered Zarathustra Company (onder Victor Grego), die koloniale buitenposten installeerde en waardevolle "zonnestenen" delft. Holloway geraakt bevriend met een klein pelswezentje die hij "Little Fuzzy" noemt en die hem in contact met zijn familie en stam brengt. 